# Хасте
Хасте (њем. Haste) општина је у њемачкој савезној држави Доња Саксонија. Једно је од 38 општинских средишта округа Шаумбург. Према процјени из 2010. у општини је живјело 2.793 становника. Посједује регионалну шифру (AGS) 3257011.

## Географски и демографски подаци
Хасте се налази у савезној држави Доња Саксонија у округу Шаумбург. Општина се налази на надморској висини од 44 - 55 метара. Површина општине износи 11,1 km². У самом мјесту је, према процјени из 2010. године, живјело 2.793 становника. Просјечна густина становништва износи 251 становника/km².